# Last Night On Earth (canción de Stratovarius)
Last Night On Earth es la novena canción del disco Revolution Renaissance de la banda finlandesa de Power Metal, Stratovarius. Fue revelada por primera vez el 4 de agosto en vivo en "Live at Wacken Open Air 2007" Timo Kotipelto mencionó durante la presentación de la canción que el disco saldría a la venta próximo año o a fines del presente año. Es el primer videoclip en donde esta Lauri Porra y el último de Timo Tolkki. La canción esta en directo y su sonido es similar a los discos Visions de 1997 e Infinie del 2000.

## Personal
1. Timo Kotipelto - Vocalista
2. Timo Tolkki - Guitarrista
3. Jens Johansson - Teclados
4. Jorg Michael - Batería
5. Lauri Porra - Bajo

- Datos: Q16589601